# Braziliaans voetbalelftal (mannen)
Het Braziliaans voetbalelftal is een team van mannelijke voetballers dat Brazilië vertegenwoordigt bij internationale wedstrijden.
Brazilië is het enige land dat tot nog toe aan elke editie van het WK deelnam. Het land organiseerde in 1950 en 2014 het WK en is met vijf wereldtitels het succesvolste land ooit. In Zuid-Amerika won het land al negen keer de Copa América, maar moet hier Argentinië en Uruguay voor laten gaan. Ook won het viermaal de FIFA Confederations Cup, waarmee het óók hier het succesvolste land is.
Het Braziliaans voetbalelftal staat ook bekend als Seleção. Het team staat wereldwijd bekend om zijn aanvallende speelstijl, technische vaardigheden en een rijke traditie van voetbalsuccessen. Brazilië is het enige land dat tot nog toe aan elke editie van het WK deelnam. Het land organiseerde in 1950 en 2014 het WK en is met vijf wereldtitels het succesvolste land ooit. De WK-titels werden behaald in 1958, 1962, 1970, 1994 en 2002.
In Zuid-Amerika won het land negen keer de Copa América, maar moet hier Argentinië en Uruguay voor laten gaan. De Copa América-titels werden gewonnen in 1919, 1922, 1949, 1989, 1997, 1999, 2004, 2007 en 2019. Daarnaast won Brazilië viermaal de FIFA Confederations Cup, waarmee het óók hier het succesvolste land is, met overwinningen in 1997, 2005, 2009 en 2013.
Het Braziliaans elftal heeft door de jaren heen een groot aantal legendarische spelers voortgebracht, waaronder Pelé, Zico, Romário, Ronaldo, Rivaldo, Ronaldinho, en meer recent Neymar. De rijke geschiedenis en de continuïteit van successen hebben bijgedragen aan de status van Brazilië als een van de meest gerespecteerde en gevreesde voetbalnaties ter wereld.
Buiten het succes op het veld, staat het Braziliaans voetbalelftal ook bekend om zijn enorme invloed op de wereldwijde voetbalcultuur, met de kenmerkende "samba-voetbalstijl" die wordt gekenmerkt door flair, creativiteit en technisch meesterschap. Deze speelstijl heeft wereldwijd veel bewondering en navolging gekregen, en draagt bij aan de blijvende populariteit van het Braziliaanse voetbal.

## Deelname aan internationale toernooien
Brazilië nam aan elke editie van het Wereldkampioenschap voetbal deel. In 1930 was Preguinho de eerste Braziliaan die voor het land scoorde op het WK, dat was in de wedstrijd tegen Joegoslavië (1–2). In 1950 en 2014 was het gastland voor de WK-eindronde. Brazilië is met vijf wereldtitels het succesvolste land in de voetbalhistorie. In totaal heeft Brazilië 7 keer in de finale van het wereldkampioenschap gestaan. Voor de eerste keer in 1950 toen het de afsluitende groepswedstrijd (finalegroep) tegen Uruguay speelde en deze verloor met 1–2. In 1958 wist Brazilië de finale wel te winnen, met 5–2 van Zweden. Vier jaar later werd Brazilië weer kampioen, nu door Tsjecho-Slowakije in de finale van 1962 met 3–1 te verslaan. Ook in 1970 bereikte het land de finale, nu werd Italië met 4–1 verslagen. Van 1994 tot 2002 zou Brazilië wederom 3 keer achter elkaar in de finale staan. Ze speelden daarin tegen respectievelijk Italië (0–0), Frankrijk (0–3) en Duitsland (2–0).
In de zomer van 2014 is Brazilië het gastland voor het WK. Nadat ze daarin succesvol de halve finale bereikte, was hun opponent Duitsland. Brazilië verloor deze wedstrijd met 1–7. De grootste nederlaag in de geschiedenis van Brazilië.
Brazilië was tevens 5 keer finalist op de Confederations Cup. In 1997 voor de eerste keer toen het in Riyad tegen Australië speelde en deze finale won met 6–0. Twee jaar later speelde het weer de finale, nu in Mexico-Stad tegen Mexico (3–4). Tussen 2005 en 2013 werd Brazilië 3 keer achter elkaar kampioen. In 2005 door in de finale Argentinië te verslaan (4–1). In 2009 door in de finale de Verenigde Staten te verslaan (3–2) en in 2013 door in de finale van Spanje te winnen (3–0). 

### Wereldkampioenschap
| Wereldkampioenschap voetbal overzicht | Wereldkampioenschap voetbal overzicht | Wereldkampioenschap voetbal overzicht | Wereldkampioenschap voetbal overzicht | Wereldkampioenschap voetbal overzicht | Wereldkampioenschap voetbal overzicht | Wereldkampioenschap voetbal overzicht | Wereldkampioenschap voetbal overzicht | Wereldkampioenschap voetbal overzicht |
| Jaar                                  | Ronde                                 | Wed.                                  | W                                     | G                                     | V                                     | DV                                    | DT                                    | Kwal                                  |
| ------------------------------------- | ------------------------------------- | ------------------------------------- | ------------------------------------- | ------------------------------------- | ------------------------------------- | ------------------------------------- | ------------------------------------- | ------------------------------------- |
| 1930                                  | Groepsfase                            | 2                                     | 1                                     | 0                                     | 1                                     | 5                                     | 2                                     |                                       |
| 1934                                  | Eerste ronde                          | 1                                     | 0                                     | 0                                     | 1                                     | 1                                     | 3                                     | (Kwal.)                               |
| 1938                                  | Derde                                 | 5                                     | 3                                     | 1                                     | 1                                     | 14                                    | 11                                    | (Kwal.)                               |
| 1950                                  | Tweede                                | 6                                     | 4                                     | 1                                     | 1                                     | 22                                    | 6                                     |                                       |
| 1954                                  | Kwartfinale                           | 3                                     | 1                                     | 1                                     | 1                                     | 8                                     | 5                                     | (Kwal.)                               |
| 1958                                  | Kampioen                              | 6                                     | 5                                     | 1                                     | 0                                     | 16                                    | 4                                     | (Kwal.)                               |
| 1962                                  | Kampioen                              | 6                                     | 5                                     | 1                                     | 0                                     | 14                                    | 5                                     |                                       |
| 1966                                  | Groepsfase                            | 3                                     | 1                                     | 0                                     | 2                                     | 4                                     | 6                                     |                                       |
| 1970                                  | Kampioen                              | 6                                     | 6                                     | 0                                     | 0                                     | 19                                    | 7                                     | (Kwal.)                               |
| 1974                                  | Vierde                                | 7                                     | 3                                     | 2                                     | 2                                     | 6                                     | 4                                     |                                       |
| 1978                                  | Derde                                 | 7                                     | 4                                     | 3                                     | 0                                     | 10                                    | 3                                     | (Kwal.)                               |
| 1982                                  | Tweede ronde                          | 5                                     | 4                                     | 0                                     | 1                                     | 15                                    | 6                                     | (Kwal.)                               |
| 1986                                  | Kwartfinale                           | 5                                     | 4                                     | 1                                     | 0                                     | 10                                    | 1                                     | (Kwal.)                               |
| 1990                                  | Achtste finale                        | 4                                     | 3                                     | 0                                     | 1                                     | 4                                     | 2                                     | (Kwal.)                               |
| 1994                                  | Kampioen                              | 7                                     | 5                                     | 2                                     | 0                                     | 11                                    | 3                                     | (Kwal.)                               |
| 1998                                  | Tweede                                | 7                                     | 4                                     | 1                                     | 2                                     | 14                                    | 10                                    |                                       |
| 2002                                  | Kampioen                              | 7                                     | 7                                     | 0                                     | 0                                     | 18                                    | 4                                     | (Kwal.)                               |
| 2006                                  | Kwartfinale                           | 5                                     | 4                                     | 0                                     | 1                                     | 10                                    | 2                                     | (Kwal.)                               |
| 2010                                  | Kwartfinale                           | 5                                     | 3                                     | 1                                     | 1                                     | 9                                     | 4                                     | (Kwal.)                               |
| 2014                                  | Vierde                                | 7                                     | 3                                     | 2                                     | 2                                     | 11                                    | 14                                    |                                       |
| 2018                                  | Kwartfinale                           | 5                                     | 3                                     | 1                                     | 1                                     | 8                                     | 3                                     | (Kwal.)                               |
| 2022                                  | Kwartfinale                           | 5                                     | 3                                     | 1                                     | 1                                     | 8                                     | 3                                     | (Kwal.)                               |
| 2026                                  | Gekwalificeerd                        | Gekwalificeerd                        | Gekwalificeerd                        | Gekwalificeerd                        | Gekwalificeerd                        | Gekwalificeerd                        | Gekwalificeerd                        | Gekwalificeerd                        |

### Confederations Cup
| FIFA Confederations Cup overzicht | FIFA Confederations Cup overzicht | FIFA Confederations Cup overzicht | FIFA Confederations Cup overzicht | FIFA Confederations Cup overzicht | FIFA Confederations Cup overzicht | FIFA Confederations Cup overzicht | FIFA Confederations Cup overzicht | FIFA Confederations Cup overzicht |
| Jaar                              | Ronde                             | Wed.                              | W                                 | G                                 | V                                 | DV                                | DT                                |                                   |
| --------------------------------- | --------------------------------- | --------------------------------- | --------------------------------- | --------------------------------- | --------------------------------- | --------------------------------- | --------------------------------- | --------------------------------- |
| 1997                              | Kampioen                          | 5                                 | 4                                 | 1                                 | 0                                 | 14                                | 2                                 |                                   |
| 1999                              | Tweede                            | 5                                 | 4                                 | 0                                 | 1                                 | 18                                | 6                                 |                                   |
| 2001                              | Vierde                            | 5                                 | 1                                 | 2                                 | 2                                 | 3                                 | 3                                 |                                   |
| 2003                              | Groepsfase                        | 3                                 | 1                                 | 1                                 | 1                                 | 3                                 | 3                                 |                                   |
| 2005                              | Kampioen                          | 5                                 | 3                                 | 1                                 | 1                                 | 12                                | 6                                 |                                   |
| 2009                              | Kampioen                          | 5                                 | 5                                 | 0                                 | 0                                 | 14                                | 5                                 |                                   |
| 2013                              | Kampioen                          | 5                                 | 5                                 | 0                                 | 0                                 | 14                                | 3                                 |                                   |
| 2017                              | Geen deelname                     | Geen deelname                     | Geen deelname                     | Geen deelname                     | Geen deelname                     | Geen deelname                     | Geen deelname                     |                                   |

### Copa América
| Zuid-Amerikaans kampioenschap overzicht | Zuid-Amerikaans kampioenschap overzicht | Zuid-Amerikaans kampioenschap overzicht | Zuid-Amerikaans kampioenschap overzicht | Zuid-Amerikaans kampioenschap overzicht | Zuid-Amerikaans kampioenschap overzicht | Zuid-Amerikaans kampioenschap overzicht | Zuid-Amerikaans kampioenschap overzicht | Zuid-Amerikaans kampioenschap overzicht |
| Jaar                                    | Ronde                                   | Wed.                                    | W                                       | G                                       | V                                       | DV                                      | DT                                      |                                         |
| --------------------------------------- | --------------------------------------- | --------------------------------------- | --------------------------------------- | --------------------------------------- | --------------------------------------- | --------------------------------------- | --------------------------------------- | --------------------------------------- |
| 1916                                    | Derde                                   | 3                                       | 0                                       | 2                                       | 1                                       | 3                                       | 4                                       |                                         |
| 1917                                    | Derde                                   | 3                                       | 1                                       | 0                                       | 2                                       | 7                                       | 8                                       |                                         |
| 1919                                    | Kampioen                                | 4                                       | 3                                       | 1                                       | 0                                       | 12                                      | 3                                       |                                         |
| 1920                                    | Derde                                   | 3                                       | 1                                       | 0                                       | 2                                       | 1                                       | 8                                       |                                         |
| 1921                                    | Tweede                                  | 3                                       | 1                                       | 0                                       | 2                                       | 4                                       | 3                                       |                                         |
| 1922                                    | Kampioen                                | 5                                       | 2                                       | 3                                       | 0                                       | 7                                       | 2                                       |                                         |
| 1923                                    | Vierde                                  | 3                                       | 0                                       | 0                                       | 3                                       | 2                                       | 5                                       |                                         |
| 1924                                    | Geen deelname                           | Geen deelname                           | Geen deelname                           | Geen deelname                           | Geen deelname                           | Geen deelname                           | Geen deelname                           |                                         |
| 1925                                    | Tweede                                  | 4                                       | 2                                       | 1                                       | 1                                       | 11                                      | 9                                       |                                         |
| 1926                                    | Geen deelname                           | Geen deelname                           | Geen deelname                           | Geen deelname                           | Geen deelname                           | Geen deelname                           | Geen deelname                           |                                         |
| 1927                                    | Geen deelname                           | Geen deelname                           | Geen deelname                           | Geen deelname                           | Geen deelname                           | Geen deelname                           | Geen deelname                           |                                         |
| 1929                                    | Geen deelname                           | Geen deelname                           | Geen deelname                           | Geen deelname                           | Geen deelname                           | Geen deelname                           | Geen deelname                           |                                         |
| 1935                                    | Geen deelname                           | Geen deelname                           | Geen deelname                           | Geen deelname                           | Geen deelname                           | Geen deelname                           | Geen deelname                           |                                         |
| 1937                                    | Tweede                                  | 6                                       | 4                                       | 0                                       | 2                                       | 17                                      | 11                                      |                                         |
| 1939                                    | Geen deelname                           | Geen deelname                           | Geen deelname                           | Geen deelname                           | Geen deelname                           | Geen deelname                           | Geen deelname                           |                                         |
| 1941                                    | Geen deelname                           | Geen deelname                           | Geen deelname                           | Geen deelname                           | Geen deelname                           | Geen deelname                           | Geen deelname                           |                                         |
| 1942                                    | Derde                                   | 6                                       | 3                                       | 1                                       | 2                                       | 15                                      | 7                                       |                                         |
| 1945                                    | Tweede                                  | 6                                       | 5                                       | 0                                       | 1                                       | 19                                      | 5                                       |                                         |
| 1946                                    | Tweede                                  | 5                                       | 3                                       | 1                                       | 1                                       | 13                                      | 7                                       |                                         |
| 1947                                    | Geen deelname                           | Geen deelname                           | Geen deelname                           | Geen deelname                           | Geen deelname                           | Geen deelname                           | Geen deelname                           |                                         |
| 1949                                    | Kampioen                                | 8                                       | 7                                       | 0                                       | 1                                       | 46                                      | 7                                       |                                         |
| 1953                                    | Tweede                                  | 7                                       | 4                                       | 0                                       | 3                                       | 17                                      | 9                                       |                                         |
| 1955                                    | Geen deelname                           | Geen deelname                           | Geen deelname                           | Geen deelname                           | Geen deelname                           | Geen deelname                           | Geen deelname                           |                                         |
| 1956                                    | Vierde                                  | 5                                       | 2                                       | 2                                       | 1                                       | 4                                       | 5                                       |                                         |
| 1957                                    | Tweede                                  | 6                                       | 4                                       | 0                                       | 2                                       | 23                                      | 9                                       |                                         |
| 1959                                    | Tweede                                  | 6                                       | 4                                       | 2                                       | 0                                       | 17                                      | 7                                       |                                         |
| 1959                                    | Derde                                   | 4                                       | 2                                       | 0                                       | 2                                       | 7                                       | 10                                      |                                         |
| 1963                                    | Vierde                                  | 6                                       | 2                                       | 1                                       | 3                                       | 12                                      | 13                                      |                                         |
| 1967                                    | Geen deelname                           | Geen deelname                           | Geen deelname                           | Geen deelname                           | Geen deelname                           | Geen deelname                           | Geen deelname                           |                                         |

| Copa América overzicht | Copa América overzicht | Copa América overzicht | Copa América overzicht | Copa América overzicht | Copa América overzicht | Copa América overzicht | Copa América overzicht | Copa América overzicht |
| Jaar                   | Ronde                  | Wed.                   | W                      | G                      | V                      | DV                     | DT                     |                        |
| ---------------------- | ---------------------- | ---------------------- | ---------------------- | ---------------------- | ---------------------- | ---------------------- | ---------------------- | ---------------------- |
| 1975                   | Derde                  | 6                      | 5                      | 0                      | 1                      | 16                     | 4                      |                        |
| 1979                   | Derde                  | 6                      | 2                      | 2                      | 2                      | 10                     | 9                      |                        |
| 1983                   | Tweede                 | 8                      | 2                      | 4                      | 2                      | 8                      | 5                      |                        |
| 1987                   | Groepsfase             | 2                      | 1                      | 0                      | 1                      | 5                      | 4                      |                        |
| 1989                   | Kampioen               | 7                      | 5                      | 2                      | 0                      | 11                     | 1                      |                        |
| 1991                   | Tweede                 | 7                      | 4                      | 1                      | 2                      | 12                     | 8                      |                        |
| 1993                   | Kwartfinale            | 4                      | 1                      | 2                      | 1                      | 6                      | 4                      |                        |
| 1995                   | Tweede                 | 6                      | 4                      | 2                      | 0                      | 10                     | 3                      |                        |
| 1997                   | Kampioen               | 6                      | 6                      | 0                      | 0                      | 22                     | 3                      |                        |
| 1999                   | Kampioen               | 6                      | 6                      | 0                      | 0                      | 17                     | 2                      |                        |
| 2001                   | Kwartfinale            | 4                      | 2                      | 0                      | 2                      | 5                      | 4                      |                        |
| 2004                   | Kampioen               | 6                      | 3                      | 2                      | 1                      | 13                     | 6                      |                        |
| 2007                   | Kampioen               | 6                      | 4                      | 1                      | 1                      | 15                     | 5                      |                        |
| 2011                   | Kwartfinale            | 4                      | 1                      | 3                      | 0                      | 6                      | 4                      |                        |
| 2015                   | Kwartfinale            | 4                      | 2                      | 1                      | 1                      | 5                      | 4                      |                        |
| 2016                   | Groepsfase             | 3                      | 1                      | 1                      | 1                      | 7                      | 2                      |                        |
| 2019                   | Kampioen               | 6                      | 4                      | 2                      | 0                      | 13                     | 1                      |                        |
| 2021                   | Tweede                 | 7                      | 5                      | 1                      | 1                      | 12                     | 3                      |                        |
| 2024                   | Kwartfinale            | 4                      | 1                      | 3                      | 0                      | 5                      | 2                      |                        |

### CONCACAF Gold Cup
| CONCACAF Gold Cup overzicht | CONCACAF Gold Cup overzicht | CONCACAF Gold Cup overzicht | CONCACAF Gold Cup overzicht | CONCACAF Gold Cup overzicht | CONCACAF Gold Cup overzicht | CONCACAF Gold Cup overzicht | CONCACAF Gold Cup overzicht | CONCACAF Gold Cup overzicht |
| Jaar                        | Ronde                       | Wed.                        | W                           | G                           | V                           | DV                          | DT                          |                             |
| --------------------------- | --------------------------- | --------------------------- | --------------------------- | --------------------------- | --------------------------- | --------------------------- | --------------------------- | --------------------------- |
| 1996                        | Tweede¹                     | 4                           | 3                           | 0                           | 1                           | 10                          | 3                           |                             |
| 1998                        | Derde                       | 4                           | 3                           | 0                           | 1                           | 6                           | 2                           |                             |
| 2003                        | Tweede¹                     | 5                           | 3                           | 0                           | 2                           | 6                           | 2                           |                             |

¹Deelgenomen met Olympisch elftal.

## FIFA-wereldranglijst[1]
| 1993 | 1994 | 1995 | 1996 | 1997 | 1998 | 1999 | 2000 | 2001 | 2002 | 2003 | 2004 | 2005 | 2006 | 2007 | 2008 | 2009 | 2010 | 2011 | 2012 | 2013 | 2014 | 2015 | 2016 | 2017 | 2018 | 2019 | 2020 | 2021 | 2022 |
| ---- | ---- | ---- | ---- | ---- | ---- | ---- | ---- | ---- | ---- | ---- | ---- | ---- | ---- | ---- | ---- | ---- | ---- | ---- | ---- | ---- | ---- | ---- | ---- | ---- | ---- | ---- | ---- | ---- | ---- |
| 3    | 1    | 1    | 1    | 1    | 1    | 1    | 1    | 3    | 1    | 1    | 1    | 1    | 1    | 2    | 5    | 2    | 4    | 6    | 18   | 10   | 6    | 6    | 2    | 2    | 3    | 3    | 3    | 2    | 1    |

## Geschiedenis

### Vroeger

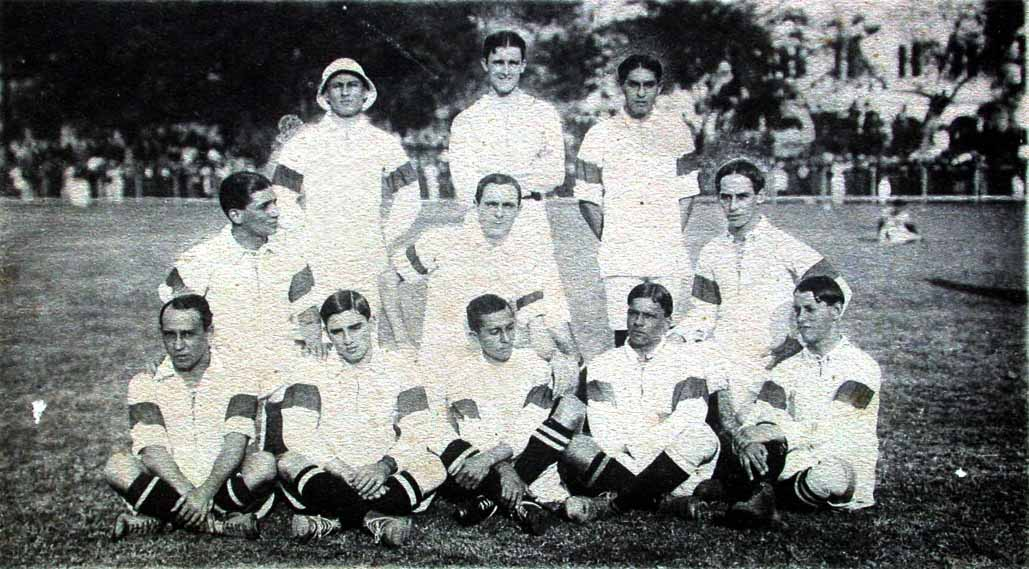
Eerste Braziliaanse elftal in 1914.

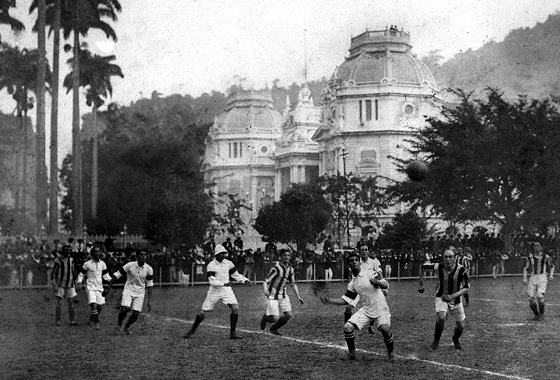
Eerste wedstrijd tegen Exeter City in 1914.

Brazilië speelde op 21 juli 1914 zijn eerste interland in het Estádio das Laranjeiras van Fluminense tegen de Engelse club Exeter City. Marcos Carneiro de Mendonça van America stond in het doel. De wedstrijd wordt niet officieel erkend als eerste interland, daar ze tegen een club speelden en niet tegen een ander land. Op 20 september van dat jaar vond dan de eerste officiële interland plaats tegen Argentinië, dat met 3-0 zegevierde.
Een van de eerste voetballegendes van het land was Arthur Friedenreich (1892-1969) uit São Paulo, zijn vader was een Duitser en zijn moeder Afro-Braziliaans. Friedenreich speelde ook in de wedstrijd tegen Exeter City. In 1919 en 1922 werd hij met het team Zuid-Amerikaans kampioen. Friedenreich moest wel zijn kroezelhaar stijlen en om blank uit te zien meel op zich smeren. Op de editie van 1919 werd hij samen met ploegmaat Neco topschutter. In 1921 beval president Epitácio Lindolfo da Silva Pessoa dat er geen spelers met een donkere huidskleur mochten aantreden in het Zuid-Amerikaans kampioenschap van dat jaar om geen aanzien te verliezen. Nadat Brazilië de titel niet won en er openlijk protest kwam trok hij zijn beslissing weer in en een jaar later werd Brazilië terug kampioen.

#### Eerste WK's en nationaal drama: 1930–1954

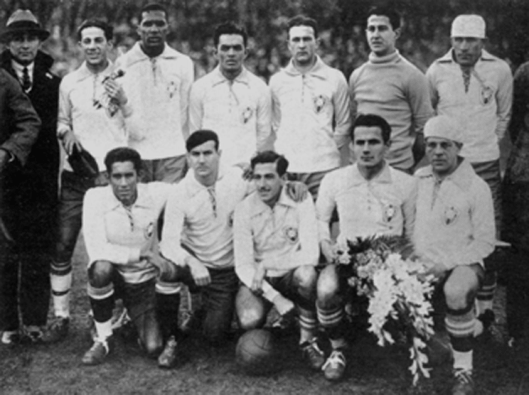
Seleção in 1930

In 1930 werd het allereerste WK georganiseerd in buurland Uruguay. Dit land had al zes keer het Zuid-Amerikaans kampioenschap gewonnen en twee keer de Olympische Spelen in 1924 en 1928, de enige spelen die door de FIFA gelijkgesteld worden met een WK. Brazilië kwam in de eerste wedstrijd 2-0 achter tegen Joegoslavië, in de tweede helft scoorde Preguinho het eerste doelpunt ooit voor het land op een WK, echter verloren ze de wedstrijd. Tegen Bolivia scoorden Preguinho en Moderato elk twee keer, maar dit kon een vroegtijdige uitschakeling niet verhinderen. Het had misschien anders kunnen uitdraaien voor het land, door interne strubbelingen tussen de voetbalbonden van Rio de Janeiro en São Paulo werden enkel spelers uit Rio naar het WK afgevaardigd, waardoor voetballegende Arthur Friedenreich bijvoorbeeld niet in de selectie opgenomen werd.
Ook op het WK 1934 liep het snel mis. In deze editie werd onmiddellijk met rechtstreekse uitschakeling gewerkt. Spanje stond na een half uur al 3-0 voor. Leônidas maakte wel nog de 3-1, maar daar bleef het bij. Vier jaar later ging het eindelijk beter. In een wervelende wedstrijd tegen Polen werd het na verlengingen 6-5, daarna werd ook Tsjecho-Slowakije uitgeschakeld. In de halve finale verloren de Brazilianen dan van Italië en in de wedstrijd om de derde plaats kon het team Zweden nog opzij zetten met 2-4. Leônidas werd met zeven doelpunten topschutter van het WK en was zo de eerste Braziliaan met wereldfaam.
Door WOII vond het volgende WK pas in 1950 plaats en dit keer werd het in eigen land georganiseerd. Brazilië werd vlotjes groepswinnaar en de titel werd beslecht in een finalegroep met vier teams. Brazilië gaf Zweden en Spanje een flink pak rammel (7-1 en 6-1) en trok als torenhoog favoriet naar de derde groepswedstrijd tegen Uruguay, dat nipt van Zweden gewonnen had en tegen Spanje gelijk speelde. In het gloednieuwe Maracanã daagden maar liefst 200.000 toeschouwers op om hun land de eerste wereldtitel te zien binnen halen. Vroeg in de tweede helft bracht Friaça het thuisland op voorsprong, maar de Uruguayanen scoorden nog twee keer en werden voor de tweede keer wereldkampioen. Deze nederlaag werd een nationaal drama, bekend als het Maracanazo. De witte truitjes waarmee Brazilië toen speelde werden nooit meer gebruikt en ingewisseld voor het huidige geel-blauw, die hen de bijnaam Os Canarinhos gaf (kanarievogels).
Vier jaar later waren er nog maar vier spelers van 1950 bij in Zwitserland. Mexico werd meteen fors opzij gezet (5-0) en tegen Joegoslavië speelden ze gelijk. In de kwartfinale troffen ze een van de zwaarst mogelijke lotingen, Hongarije. De Hongaren domineerden het voetbal en hadden al vier jaar niet meer verloren, in de voorronde scoorden ze in twee wedstrijden maar liefst 17 keer, waaronder acht keer tegen West-Duitsland. Hoewel sterspeler Ferenc Puskás geblesseerd was konden de Hongaren al snel op voorsprong komen. Na een volgens Brazilië onterecht penalty in de 60ste minuut werd de sfeer erg grimmig en werd er vuil gespeeld, wat resulteerde in twee rode kaarten voor de Brazilianen en een voor de Hongaren. Na de wedstrijd die met 4-2 verloren werd vielen de Brazilianen de Hongaren zelfs aan in de kleedkamer. De Engelse scheidsrechter Arthur Ellis, die op voorhand dacht dat het een van de mooiste wedstrijden ooit zou worden verklaarde achteraf dat het de meest schandalige wedstrijd ooit was. De wedstrijd ging de geschiedenis in als de Slag van Bern.

#### Drie titels in vier toernooien: 1958–1970

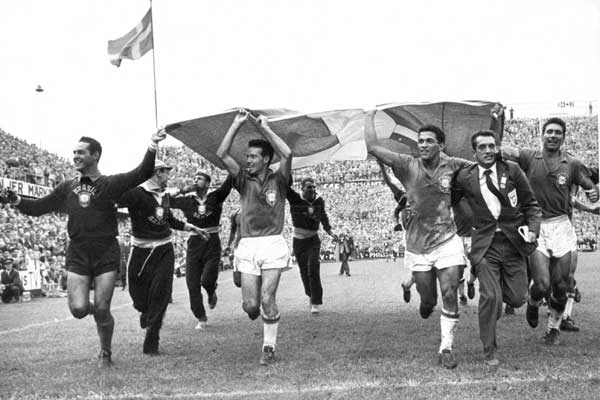
Winnend team WK 1958

Op het WK in Zweden vier jaar later won het land voor het eerst de wereldtitel, met sterspelers als Vavá, Garrincha, Didi en de nog maar 17-jarige Pelé. Nadat ze groepswinnaar werden zette Pelé Wales opzij in de tweede ronde. De halve finale tegen Frankrijk werd een van de spectaculairste wedstrijden van het WK. Raymond Kopa topschutter Just Fontaine probeerden de Brazilianen te bedwingen, maar slaagden daar niet in want de Seleção won met 5-2 en speelde in de finale tegen gastland Zweden, waartegen ze met dezelfde cijfers wonnen.
Vier jaar later kon de titel verdedigd worden op het WK in Chili met een 3-1 overwinning in de finale tegen Tsjecho-Slowakije. Een hoogtepunt was de overwinning in de kwartfinale op Engeland. Vavá, Garrincha en Didi waren opnieuw sterren van het toernooi. Pelé blesseerde zich in de groepsfase en kwam daarna niet meer aan spelen toe. Hiervan profiteerde Amarildo, die in de finale twee minuten na de 0-1 de gelijkmaker binnen trapte.
Op het WK in Engeland ontgoochelde het inmiddels ouder geworden team. Brazilië wilde drie keer op rij winnen en speelde voor het WK veel wedstrijden met vele spelers en selecteerde vaak op reputatie, zoals de inmiddels 32-jarige Garrincha. Toch was hij het die samen met Pelé de overwinning binnen haalden tegen Bulgarije. De Bulgaren tackelden Pelé een aantal keren waardoor hij rust kreeg voor de wedstrijd tegen de Hongaren. Voor het eerst in twaalf jaar, sinds de Slag van Bern, verloren de Brazilianen op het WK en ook nu weer tegen Hongarije, Tostão scoorde wel zijn eerste WK-doelpunt. In de derde wedstrijd tegen het Portugal van Eusébio kreeg het land een 3-1 om de oren en was voortijdig uitgeschakeld.
Met een sterk verjongd elftal rond Pelé kon het land op het WK in Mexico voor de derde maal in twaalf jaar de titel winnen. Na een sterk toernooi trof het land Italië in de finale en won deze met 4-1. Naast Pelé vergaarden ook Jairzinho en Roberto Rivellino eeuwige roem. Jairzinho slaagde er zelfs in om in elke wedstrijd te scoren. Na deze overwinning kreeg Brazilië de Coupe Jules Rimet, die in 1983 echter gestolen werd.

#### Droogte: 1974–1990

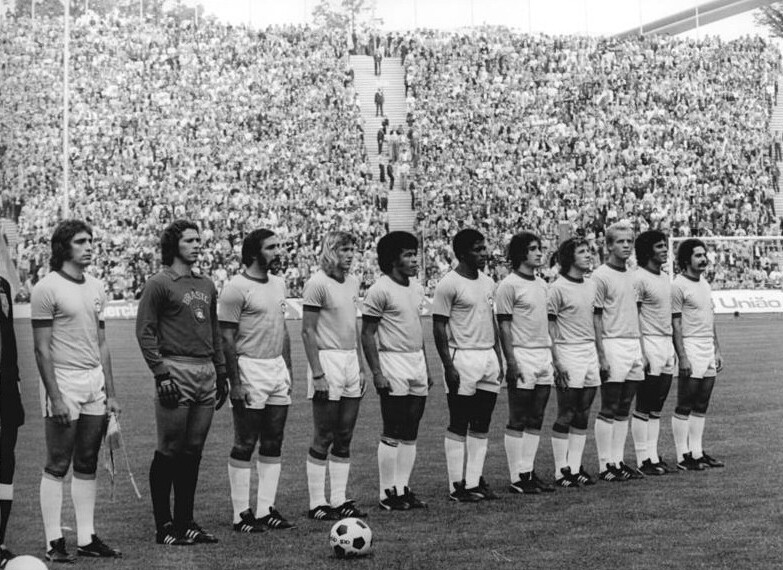
Braziliaanse elftal voor wedstrijd tegen Polen op het WK 1974

Op het WK in West-Duitsland speelde Brazilië in de groepsfase gelijk tegen Joegoslavië en Schotland en won met 3-0 tegen Zaïre. Omdat de Schotten daar slechts met 2-0 van wonnen ging Brazilië naar de tweede groepsfase. Nadat de DDR en Argentinië opzij gezet werden moesten de Brazilianen in het zand bijten tegen Nederland, dat dankzij goals van Johan Neeskens en Johan Cruijff zich een weg naar de finale baande. In de wedstrijd om de derde plaats verloren ze van Polen met 0-1.
Op het WK in buurland Argentinië speelde het land in de eerste wedstrijd gelijk tegen Zweden en daarna ook nog tegen Spanje. In de laatste wedstrijd trof het land Oostenrijk dat al twee keer gewonnen had. Dankzij een goal van Roberto Dinamite kropen de Brazilianen echter door het oog van de naald en kwalificeerden zich voor de tweede groepsfase.
Hier zat het land in een groep met Argentinië, Polen en Peru. Argentinië en Brazilië troffen zich op de tweede speeldag en hadden elk een wedstrijd gewonnen. De wedstrijd stond bol van de overtredingen en eindigde in een scoreloos gelijkspel
Oorspronkelijk was de wedstrijd van Argentinië tegen Peru twee-en half uur later gepland dan Brazilië-Polen en de FIFA besloot dat niet terug te draaien, een groot voordeel voor het thuisland. Brazilië, dat vrijwel het gehele toernooi speelde zonder zijn artiesten Zico en Rivelino en vertrouwde op minder creatieve spelers als Dirceu en Roberto Dinamite, moest met zoveel mogelijk goals winnen van het sterke Polen. In de tweede helft brak het verzet van de Polen, ze verloren met 3-1, waarbij Brazilië ook nog drie keer op de paal schoot. Argentinië moest nu met 4 goals verschil winnen van het al uitgeschakelde Peru. Na een goed begin van Peru (schot op de paal), liet het elftal zich gewillig naar de slachtbank leiden. Argentinië won met 6-0 en er waren sterke aanwijzingen dat de wedstrijd was omgekocht. Vooral de Peruaanse doelman Quiroga werd als zondebok aangewezen, omdat hij in Argentinië was geboren. In de wedstrijd om de derde plaats won Brazilië wel nog van Italië. 
Op het WK 1982 speelden sterspelers als Zico, Sócrates, Falcão, Toninho Cerezo, Júnior en Éder Aleixo, die echter de geschiedenis ingegaan zijn als de mooist spelende generatie, die evenwel geen prijzen kon pakken. In de eerste ronde won het land vlot de drie groepswedstrijden. In de tweede ronde met Italië en Argentinië in de groep werd het moeilijker. De Argentijnen werden met 3-1 verslagen, maar vervolgens verloren ze met 3-2 van Italië, dankzij drie doelpunten van Paolo Rossi, waardoor ze uitgeschakeld waren om in de halve finales te spelen en dus niet bij de eerste 4 landen op het toernooi eindigden. Wel behaalde Brazilië het hoogste doelsaldo op het WK 1982.
Vier jaar later werd het land weer ongeslagen groepswinnaar in de eerste ronde. De tweede groepsfase was afgeschaft en er volgde nu een achtste finale, waar Polen met 4-0 opzij gezet werd. In de kwartfinale tegen Frankrijk ging het land eruit nadat ze in de strafschoppenreeks hun meerdere moesten erkennen in de Fransen. Het was ook het einde van een tijdperk, bondscoach Telê Santana trad terug en ook spelers Zico, Sócrates, Falcão en Oscar stopten bij de nationale ploeg. Éder was in zo’n slechte vorm dat hij zelfs niet geselecteerd werd voor het WK en Toninho Cezero had al eerder moeten afhaken door een blessure.  Er werd een nieuw elftal gebouwd rond de spelers Taffarel, Dunga, Bebeto en Romário, die in 1989 een eerste titel binnen rijfden met de Copa América 1989.
Op het WK in Italië won Brazilië als enige land op het toernooi drie keer op rij in de groepsfase en werd meteen tot titelfavoriet gebombardeerd. Careca en Müller hadden beide twee keer gescoord. In de achtste finale troffen ze echter aartsrivaal en titelverdediger Argentinië, dat zich slechts als beste derde uit de groepsfase had kunnen kwalificeren. Brazilië domineerde de wedstrijd, maar kon niet scoren. Na een briljante assist van Maradona trapte Caniggia de rivalen uit het toernooi.

#### Terugkeer naar succes: 1994–2002
Na bijna een kwarteeuw zonder titel was het dan eindelijk weer zover op het WK in Amerika. Sterspelers Romário en Bebeto maakten dat jaar het mooie weer in de Spaanse Primera División. Romário scoorde in alle drie de groepswedstrijden, enkel tegen de Zweden konden ze niet winnen en bleef het gelijk. In de tweede ronde moesten ze het op Independence Day opnemen tegen gastland Verenigde Staten, dat op voetbalvlak heel wat minder te vertellen had dan op politiek vlak. De teleurstellende aanvoerder Raí werd vervangen door Mazinho. Nadat Leonardo een rode kaart pakte moesten de Brazilianen met tien verder, maar gelukkig kon Bebeto in de 72ste minuut de verlossende treffer scoren. In de kwartfinale wachtte Nederland. In de tweede helft konden Romário en Bebeto scoren. Bebeto was net vader geworden en vierde het doelpunt door symbolisch een kindje te wiegen. Amper een minuut later scoorde Dennis Bergkamp al de aansluitingstreffer en in de 76ste minuut bracht Aaron Winter de Nederlanders langszij. Daarna kwamen de Brazilianen weer opzetten en Branco scoorde de winnende treffer in de 81ste minuut. In de halve finale wachtte Zweden, waar het land in de groepswedstrijd al grote moeite mee had en niet van kon winnen. De Zweden creëerden echter geen kansen in de wedstrijd. In de 80ste minuut kon Romário de enige goal van de wedstrijd maken en trapte zijn land voor het eerst in 24 jaar naar de finale, waar ze dezelfde tegenstander troffen als in 1970, Italië. Wat een spectaculaire finale had kunnen worden tussen de twee best voetballende teams werd eerder een teleurstelling en na verlengingen volgden strafschoppen. Zowel Brazilië als Italië miste de eerste treffer, dan volgden drie treffers voor Brazilië en twee voor Italië. Roberto Baggio, een van de sterspelers van het toernooi, moest raak treffen om Italië in de race te houden, maar schoot huizenhoog over het doel, waardoor de Brazilianen hun vierde wereldtitel konden vieren.

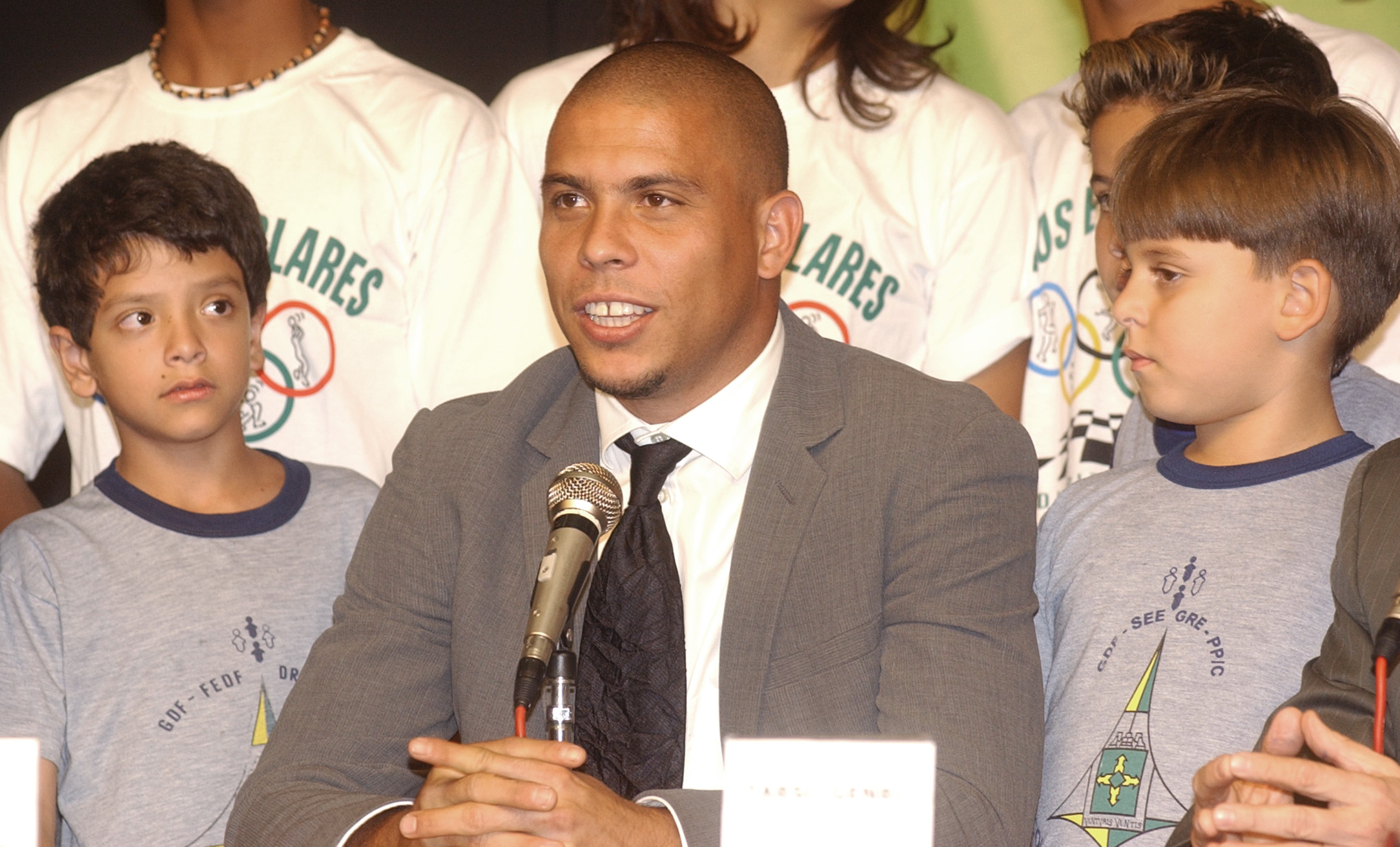
Drievoudig wereldvoetballer van het jaar: de Braziliaan Ronaldo

Op het WK in Frankrijk werd een verlenging van de titel verwacht. Ronaldo was de nieuwe sterspeler van het land. Brazilië werd groepswinnaar, maar had dit te danken aan een eigen doelpunt van de Schot Tom Boyd, anders waren ze tweede geëindigd omdat Noorwegen op de laatste speeldag met 2-1 kon winnen. In dat geval zouden ze in de tweede ronde al op Italië gebotst zijn, nu kregen ze Chili voorgeschoteld, die César Sampaio en Ronaldo met twee doelpunten elk opzij zetten. In de kwartfinale hadden de Brazilianen opnieuw moeite met een Scandinavisch land. Jørgensen opende na twee minuten al de score. Bebeto en Rivaldo konden wel op voorsprong komen, maar in de 50ste minuut scoorde Brian Laudrup de gelijkmaker. Tien minuten later scoorde Rivaldo dan het winnende doelpunt. In de halve finale bracht sterspeler Ronaldo de Brazilianen op voorsprong tegen de Nederlanders, maar Patrick Kluivert scoorde nog enkele minuten voor het affluiten. Na verlengingen kwam het op strafschoppen aan. Nadat eerst Phillip Cocu de derde strafschop miste ging ook Ronald de Boer de mist in en de Brazilianen plaatsten zich voor de finale tegen gastland Frankrijk. Ronaldo kreeg een epileptische aanval de dag voor de wedstrijd en zou eerst niet spelen, maar speelde uiteindelijk toch. Zinédine Zidane was in topvorm en scoorde twee keer, in de toegevoegde tijd maakte Emmanuel Petit het af.
In 2002 waren Japan en Zuid-Korea het toneel voor het WK. Nu was ook Ronaldinho een van de sterspelers. De groepsfase was redelijk makkelijk met Turkije, China en Costa Rica als tegenstanders en Brazilië werd dan ook vlotjes groepswinnaar met elf goals uit drie wedstrijden. In de tweede ronde wachtte een sterk België, dat echter toch geklopt werd door Rivaldo en Ronaldo. In de kwartfinale werd Engeland opzij gezet en in de halve finale zagen ze Turkije terug dat ook nu weer verslagen werd. In de finale troffen de Brazilianen Duitsland. Ronaldo scoorde twee keer en zo wonnen ze voor de vijfde keer de wereldbeker, nog steeds een record.

#### Ontgoochelingen: 2006–2022

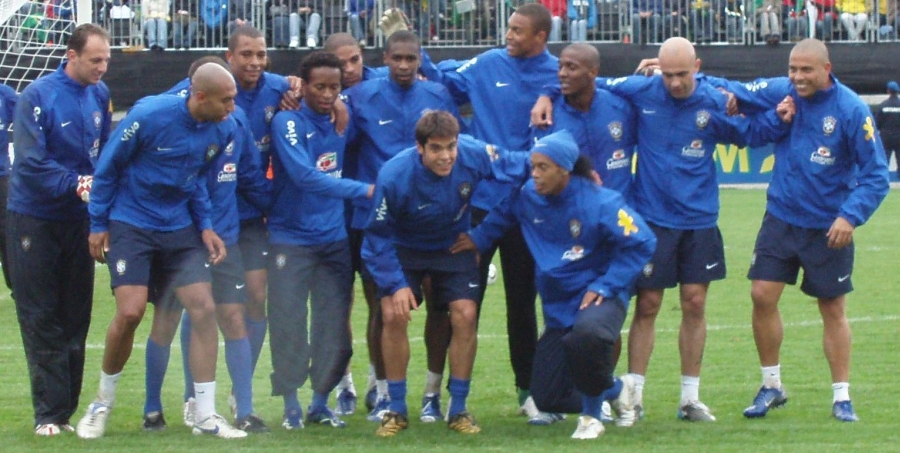
Seleção in juni 2006

Op het WK in Duitsland won Brazilië weer de drie wedstrijden in de groepsfase en had met Kaká en Zé Roberto weer nieuw sterren in de rangen. In de tweede ronde werd Ghana met 3-0 uitgeschakeld en in de kwartfinale wachtte Frankrijk, dat ook nu aan het langste eind trok na een goal van Thierry Henry. Na drie finales op rij eindigde het avontuur nu al voortijdig.
Ook in Zuid-Afrika kon het land de verwachtingen niet inlossen. In de groepsfase won het land zonder veel glans van Noord-Korea en Ivoorkust en speelde gelijk tegen Portugal. In de tweede ronde werd Chili wel met duidelijke 3-0 cijfers verslagen en ging zo naar de kwartfinale tegen Nederland. Robinho maakte na 10 minuten al een goal, maar in de tweede helft zorgde Wesley Sneijder voor twee doelpunten en een onverhoopte zege. Deze nieuwe teleurstelling zorgde voor veel kritiek. Trainer Dunga, die sowieso al kritiek kreeg omdat hij sterspelers Ronaldinho en Adriano thuis gelaten had, trok zich meteen na het WK terug. Hij werd opgevolgd door Mano Menezes.
Vier jaar later in eigen land moest het land de klus dan eindelijk klaren. Het land won een jaar eerder de Confederations Cup en had met Neymar weer een idool in de rangen. Toch was niet iedereen overtuigd van de sterkte van het land, dat eerder dat jaar slechts op een 22ste plaats stond op de FIFA-wereldranglijst, die het jarenlang had aangevoerd.
In de groepsfase won het land twee keer en speelde gelijk tegen Mexico, maar kon niet overtuigen. Reeds in de openingswedstrijd was het kantje boord tegen Kroatië, maar nadat het land een onterechte strafschop cadeau kreeg konden ze de wedstrijd toch winnen. In de achtste finale tegen Chili stond het na 120 minuten 1-1, net voor het affluiten belandde een schot van Chili tegen de lat en werden ze gered. In de kwartfinale won het land evenwel van het wervelende Colombia met 2-1, maar betaalde daar een zware prijs voor. Neymar werd zwaar getackeld en werd naar het ziekenhuis afgevoerd en Thiago Silva pakte een tweede gele kaart waardoor hij de halve finale moest missen. In de halve finale was Duitsland de tegenstander. Duitsland speelde erg goed, maar nooit eerder won een Europees team in Zuid-Amerika de wereldtitel en de Brazilianen hadden een thuisvoordeel. Een ontketend Duitsland veegde de vloer aan met Brazilië alsof ze tegen Liechtenstein speelden. Na een half uur stond het al 0-5. Daarna deden ze het iets rustiger aan, maar konden nog op 0-7 komen. In de 90ste minuut trapte Oscar de eretreffer nog binnen. De Brazilianen verlieten het veld als geslagen honden en de wedstrijd ging de geschiedenisboeken in als de zwaarste nederlaag ooit in een dergelijke eindfase op een groot toernooi. De Brazilianen raakten ook niet opgeladen voor de wedstrijd om de derde plaats en werden ook door de Nederlanders weggespeeld (0-3).
Tijdens het WK in Rusland stelde de nationale ploeg weer teleur. In de groepsfase speelde ze hun openingsmatch tegen Zwitserland gelijk, tegen Costa Rica werd pas in blessuretijd gescoord en tegen Servië werd 2-0 gewonnen. In de achtste finale schakelde Brazilië Mexico met 2-0 uit met beter spel dan in de groepsfase. In de kwartfinale stond de Seleção tegenover België. Met de rust stond de Seleção al 0-2 achter door een eigendoelpunt van Fernandinho en een doelpunt van Kevin De Bruyne. In de tweede helft had Brazilië meer kansen en Renato Augusto bracht Brazilië op 1-2. In de slotminuten waren er nog een aantal kansen voor Brazilië, maar konden deze niet afwerken en Brazilië strandde in de kwartfinale. Sterspeler Neymar kreeg tijdens het toernooi veel kritiek wegens zijn overdreven manier van reageren bij een overtreding.
Tijdens het WK in Qatar kwam het land opnieuw niet verder dan de kwartfinale. Tegen Kroatië werd met 1-1 gelijkgespeeld waarna het uitgeschakeld werd na het nemen van strafschoppen.

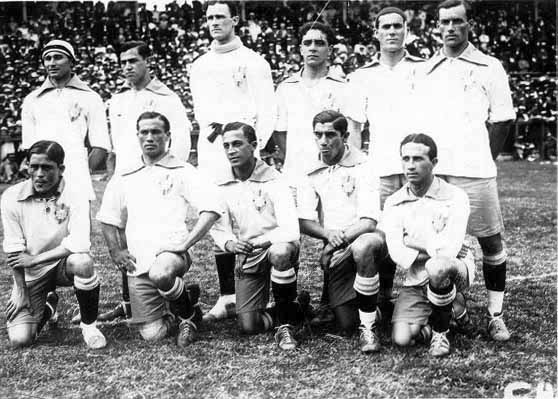
Braziliaans elftal bij het Zuid-Amerikaans kampioenschap in 1919

### Copa América
Net zoals het EK in Europa, heeft ook Zuid-Amerika een landencompetitie, de Copa América. Deze werd reeds in 1916 voor het eerst gespeeld en is de oudste landencompetitie ter wereld. Aanvankelijk heette de competitie Zuid-Amerikaans kampioenschap, sinds 1975 is dit Copa América. De competitie wordt nu vierjaarlijks georganiseerd, vroeger was dit op onregelmatige basis en soms zelfs jaarlijks. Vele spelers die in Europese competities actief zijn treden niet altijd aan in de Copa América. Dit is een nadeel wat Brazilië wellicht getroffen heeft. Brazilië won de competitie acht keer (1919, 1922, 1949, 1989, 1997, 1999, 2004, 2007) en ligt duidelijk achter Argentinië (14 titels) en Uruguay (15 titels). De Brazilianen werden elf keer tweede en zeven keer derde.
In 1919 was het land voor het eerst gastheer en kon de titel dat jaar thuis houden. President Epitácio Pessoa riep na de zege een nationale feestdag uit. Ook in 1922, 1949 en 1989 werd de competitie in Brazilië georganiseerd en telkens kon het land thuis winnen. Ook in 2019 organiseert Brazilië. Argentinië, Uruguay, Chili en Peru organiseerden wel vaker de Copa América. In 2016 werd Brazilië uitgeschakeld in de groepsfase door een handsbal van Peru; dit was de eerste keer sinds 1987.

## Huidige selectie
De volgende spelers maken deel uit van de selectie voor de vriendschappelijke wedstrijden tegen Engeland en Spanje op 23 en 26 maart 2024.
Interlands en doelpunten bijgewerkt tot en met de wedstrijd tegen Argentinië op 21 november 2023.
| Nr.         | Naam            | Wed. | Dlpnt. | Club                    |
| ----------- | --------------- | ---- | ------ | ----------------------- |
| Doel        |                 |      |        |                         |
|             | Bento           | 0    | 0      | Athletico Paranaense    |
|             | Léo Jardim      | 0    | 0      | Vasco de Gama           |
|             | Rafael          | 0    | 0      | São Paulo               |
| Verdediging |                 |      |        |                         |
|             | Danilo          | 54   | 1      | Juventus                |
|             | Bremer          | 3    | 0      | Juventus                |
|             | Ayrton Lucas    | 2    | 0      | Flamengo                |
|             | Yan Couto       | 2    | 0      | Girona                  |
|             | Fabrício Bruno  | 0    | 0      | Flamengo                |
|             | Lucas Beraldo   | 0    | 0      | Paris Saint-Germain     |
|             | Murilo          | 0    | 0      | Palmeiras               |
|             | Wendell         | 0    | 0      | Porto                   |
| Middenveld  |                 |      |        |                         |
|             | Lucas Paquetá   | 42   | 9      | West Ham United         |
|             | Bruno Guimarães | 18   | 1      | Newcastle United        |
|             | Douglas Luiz    | 11   | 0      | Aston Villa             |
|             | André           | 4    | 0      | Fluminese               |
|             | Andreas Pereira | 1    | 0      | Fulham                  |
|             | João Gomes      | 0    | 0      | Wolverhampton Wanderers |
|             | Pablo Maia      | 0    | 0      | São Paulo               |
| Aanval      |                 |      |        |                         |
|             | Richarlison     | 48   | 20     | Tottenham Hotspur       |
|             | Vinícius Júnior | 26   | 3      | Real Madrid             |
|             | Raphinha        | 20   | 6      | FC Barcelona            |
|             | Rodrygo         | 20   | 4      | Real Madrid             |
|             | Endrick         | 2    | 0      | Real Madrid             |
|             | Pepê            | 1    | 0      | Porto                   |
|             | Galeno          | 0    | 0      | Porto                   |
|             | Sávio           | 0    | 0      | Manchester City         |

## Spelers met de meeste wedstrijden

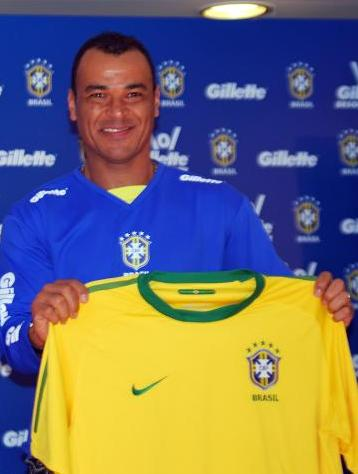
Cafu speelde de meeste interlands voor Brazilië

- Interlands en doelpunten bijgewerkt tot en met 22 maart 2024.

|    | Naam             | Carrière   | Caps | Goals |
| -- | ---------------- | ---------- | ---- | ----- |
| 1  | Cafu             | 1990–2006  | 142  | 5     |
| 2  | Neymar           | 2010-heden | 128  | 79    |
| 3  | Dani Alves       | 2006-2022  | 126  | 8     |
| 4  | Roberto Carlos   | 1992–2006  | 125  | 11    |
| 5  | Thiago Silva     | 2008–heden | 113  | 7     |
| 6  | Lucio            | 2000–2011  | 105  | 4     |
| 7  | Cláudio Taffarel | 1988–1998  | 101  | 0     |
| 8  | Robinho          | 2003–2017  | 100  | 28    |
| 9  | Djalma Santos    | 1952–1968  | 98   | 3     |
| 9  | Ronaldo          | 1994–2011  | 98   | 62    |
| 10 | Ronaldinho       | 1999–2013  | 97   | 33    |

## Topscorers
- Interlands en doelpunten bijgewerkt tot en met 22 maart 2024.Neymar is topscorer van Brazilië met 79 goals.

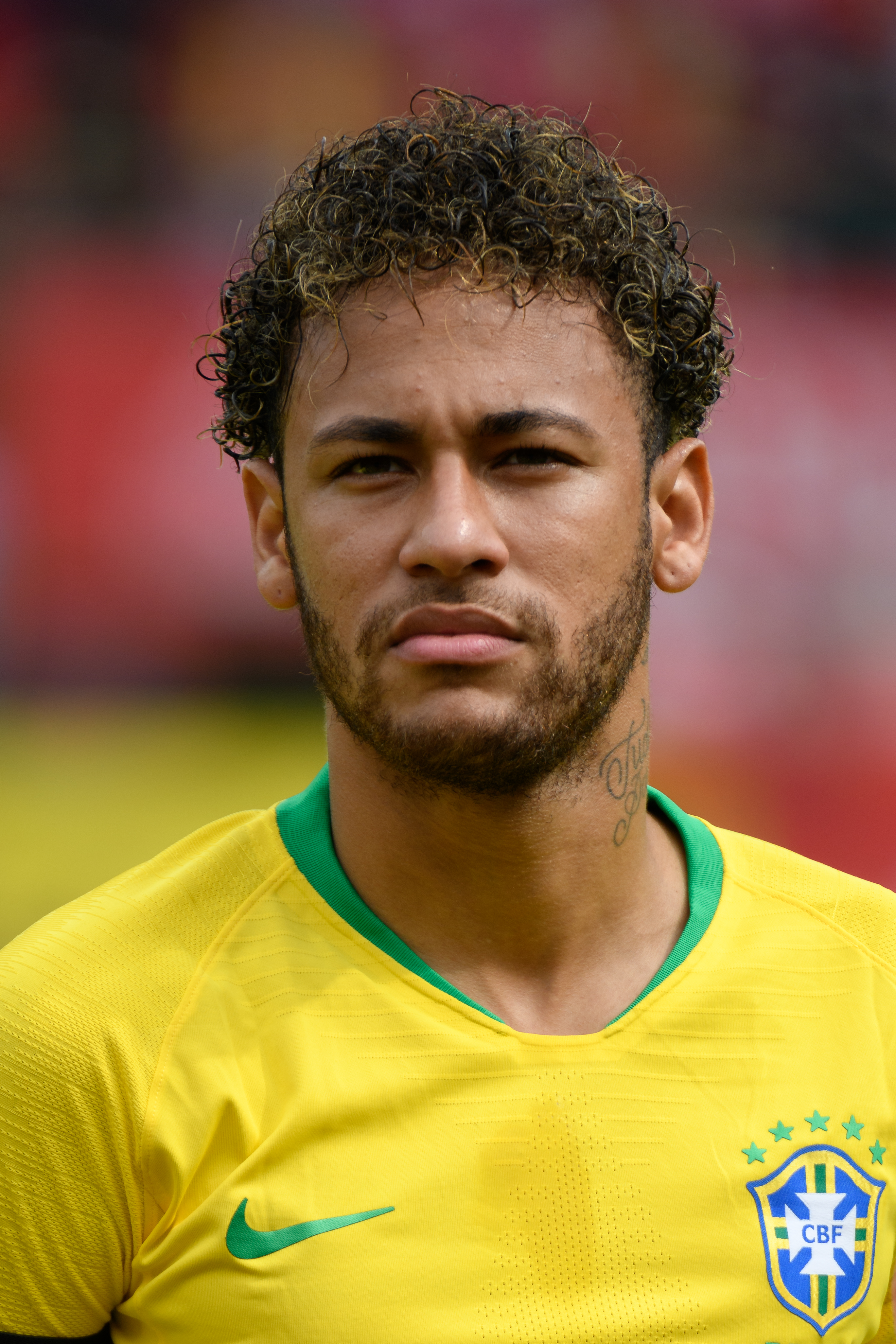
Neymar is topscorer van Brazilië met 79 goals.

|    | Speler     | Carrière   | Goals | Caps | Gemiddelde |
| -- | ---------- | ---------- | ----- | ---- | ---------- |
| 1  | Neymar     | 2010-heden | 79    | 128  | 0,62       |
| 2  | Pelé       | 1957-1971  | 77    | 92   | 0,84       |
| 3  | Ronaldo    | 1994–2011  | 62    | 98   | 0,63       |
| 4  | Romario    | 1987–2005  | 55    | 70   | 0,79       |
| 5  | Zico       | 1976–1986  | 48    | 71   | 0,68       |
| 6  | Bebeto     | 1985–1998  | 39    | 75   | 0,52       |
| 7  | Rivaldo    | 1993–2003  | 35    | 74   | 0,47       |
| 8  | Jairzinho  | 1964–1982  | 33    | 81   | 0,41       |
| 8  | Ronaldinho | 1999–2013  | 33    | 97   | 0,34       |
| 10 | Ademir     | 1945–1953  | 32    | 39   | 0,82       |
| 10 | Tostão     | 1966–1972  | 32    | 54   | 0,59       |

## Bondscoaches
A-internationals · Selecties · CBF · Braziliaans vrouwenelftal · Olympisch elftal · Bondscoaches
1910 – 1919 · 
1920 – 1929 · 
1930 – 1939 · 
1940 – 1949 · 
1950 – 1959 · 
1960 – 1969 · 
1970 – 1979 · 
1980 – 1989 · 
1990 – 1999 · 
2000 – 2009 · 
2010 – 2019 · 
2020 – 2029
WK 1930 · 
WK 1934 · 
WK 1938 · 
WK 1950 · 
WK 1954 · 
WK 1958 · 
WK 1962 · 
WK 1966 · 
WK 1970 · 
WK 1974 · 
WK 1978 · 
WK 1982 · 
WK 1986 · 
WK 1990 · 
WK 1994 · 
WK 1998 · 
WK 2002 · 
WK 2006 · 
WK 2010 · 
WK 2014 · 
WK 2018 · 
WK 2022
OS 1952 · 
OS 1960 · 
OS 1964 · 
OS 1968 · 
OS 1972 · 
OS 1976 · 
OS 1984 · 
OS 1988 · 
OS 1996 · 
OS 2000 · 
OS 2008 · 
OS 2012 · 
OS 2016 · 
OS 2020
1914 · 
1915 · 
1916 · 
1917 · 
1918 · 
1919 · 
1920 · 
1921 · 
1922 · 
1923 · 
1924 · 
1925 · 
1926 · 
1927 · 
1928 · 
1929 · 
1930 · 
1931 · 
1932 · 
1933 · 
1934 · 
1935 · 
1936 · 
1937 · 
1938 · 
1939 · 
1940 · 
1941 · 
1942 · 
1943 · 
1944 · 
1945 · 
1946 · 
1947 · 
1948 · 
1949 · 
1950 · 
1951 · 
1952 · 
1953 · 
1954 · 
1955 · 
1956 · 
1957 · 
1958 · 
1959 · 
1960 · 
1961 · 
1962 · 
1963 · 
1964 · 
1965 · 
1966 · 
1967 · 
1968 · 
1969 · 
1970 · 
1971 · 
1972 · 
1973 · 
1974 · 
1975 · 
1976 · 
1977 · 
1978 · 
1979 · 
1980 · 
1981 · 
1982 · 
1983 · 
1984 · 
1985 · 
1986 · 
1987 · 
1988 · 
1989 · 
1990 · 
1991 · 
1992 · 
1993 · 
1994 · 
1995 · 
1996 · 
1997 · 
1998 · 
1999 · 
2000 · 
2001 · 
2002 · 
2003 · 
2004 · 
2005 · 
2006 · 
2007 · 
2008 · 
2009 · 
2010 · 
2011 · 
2012 · 
2013 · 
2014 · 
2015 · 
2016 · 
2017 · 
2018 ·
2019 ·
2020 ·
2021
Algerije ·
Andorra ·
Argentinië ·
Australië ·
België ·
Bolivia ·
Bosnië en Herzegovina ·
Bulgarije ·
Canada ·
Chili ·
China ·
Colombia ·
Congo-Kinshasa ·
Costa Rica ·
Denemarken ·
DDR ·
Duitsland ·
Ecuador ·
Egypte ·
El Salvador ·
Engeland ·
Estland ·
Finland ·
Frankrijk ·
Gabon ·
Ghana ·
Griekenland ·
Guatemala ·
Guinee ·
Haïti ·
Honduras ·
Hongarije ·
Hongkong ·
Ierland ·
IJsland ·
Irak ·
Iran ·
Israël ·
Italië ·
Ivoorkust ·
Jamaica ·
Japan ·
Joegoslavië ·
Kameroen ·
Kroatië ·
Letland ·
Litouwen ·
Luxemburg ·
Maleisië ·
Marokko ·
Mexico ·
Nederland ·
Nieuw-Zeeland ·
Nigeria ·
Noord-Ierland ·
Noord-Korea ·
Noorwegen ·
Oekraïne ·
Oman ·
Oostenrijk ·
Panama ·
Paraguay ·
Peru ·
Polen ·
Portugal ·
Qatar .
Roemenië ·
Rusland ·
Saoedi-Arabië ·
Senegal ·
Servië ·
Schotland ·
Slowakije ·
Sovjet-Unie ·
Spanje ·
Tanzania ·
Thailand ·
Tsjechië ·
Tsjecho-Slowakije ·
Tunesië ·
Turkije ·
Uruguay ·
Venezuela ·
Verenigde Arabische Emiraten ·
Verenigde Staten ·
Wales ·
Zambia ·
Zimbabwe ·
Zuid-Afrika ·
Zuid-Korea ·
Zweden ·
Zwitserland
Argentinië (1982) ·
Argentinië (2005) ·
Australië (1997) ·
Australië (2006) ·
België (2018) ·
Chili (2014) ·
China (2002) ·
Colombia (2014) ·
Costa Rica (2018) ·
Duitsland (2002) ·
Duitsland (2014) ·
Frankrijk (1998) ·
Frankrijk (2006) ·
Ghana (2006) ·
Hongarije (1954) ·
Italië (1970) ·
Italië (1982) ·
Italië (1994) ·
Japan (2006) ·
Kameroen (2014) ·
Kameroen (2022) ·
Kroatië (2006) ·
Kroatië (2014) ·
Kroatië (2022) ·
Mexico (1999) ·
Mexico (2014) ·
Mexico (2018) ·
Nederland (2014) ·
Portugal (2010) ·
Servië (2018) ·
Spanje (2013) ·
Tsjecho-Slowakije (1962, 2) ·
Turkije (2002, 1) ·
Uruguay (1950) ·
Verenigde Staten (2009, 2) ·
Zweden (1958) ·
Zwitserland (2018)